# Lithostege distictata
Lithostege distictata là một loài bướm đêm trong họ Geometridae.